# Carolina Barco
Pour les articles homonymes, voir Barco (homonymie).
Carolina Barco Isakson (née en 1951? à Boston, États-Unis), est une diplomate et femme politique colombienne. Ministre des Affaires du 26 mai 2002 au 7 août 2006.
Elle est la fille de l'ancien président colombien Virgilio Barco. 
Elle devient ministre des Affaires étrangères du gouvernement d'Álvaro Uribe le 26 mai 2002 jusqu'à sa nomination en tant qu'ambassadeur des États-Unis, le 7 août 2006 en remplacement de l'ancien président Andrés Pastrana Arango.